# レナード・ハウエル
レナード・ハウエル（Leonard Percival Howell、1898年6月16日 - 1981年）は、ジャマイカ出身のラスタファリ運動の創設者。
1930年11月2日、ハイレ・セラシエ1世はエチオピア帝国皇帝に戴冠された。これをハウエルはマーカス・ガーヴェイが1920年代に発言した「預言（「アフリカを見よ。黒人の王が戴冠する時、解放の日は近い」）」の現実化であると解釈した。
1933年、ハウエルはハイレ・セラシエ1世（ラスタファリ）はこの世に再び現れた救世主であると断言しジョセフ・ヒバート、アーチボールド・ダンクリーらと共にジャマイカでラスタファリ運動を創始した。ハウエルはこの活動により扇動罪に問われ、警察当局に捕らえられ2年間服役したが、出獄後もジャマイカの権力と闘争しラスタファリ運動を発展させた。
1981年、ジャマイカ、キングストン市にて死去。